# Stilpnia meyerdeschauenseei
La tangara coroniverde o tángara de gorra verde (Stilpnia meyerdeschauenseei) es una especie de ave paseriforme de la familia Thraupidae, perteneciente al  género Stilpnia, anteriormente situada en Tangara. Es endémica de una pequeña región en la frontera entre Perú y Bolivia.

## Distribución y hábitat
Se encuentra en la ladera oriental de los Andes del sur de Puno, en la región de Sandia, y extremo oeste de Bolivia (recientemente registrada en varios locales, entre los cuales el parque nacional Madidi, en el oeste de La Paz.
Esta especie es considerada bastante común en su restringida área, en sus hábitat naturales: los bordes del bosque y jardines en altitudes de 1450 a 2200 m.

## Estado de conservación
La tangara coroniverde había sido calificada como vulnerable por la Unión Internacional para la Conservación de la Naturaleza (IUCN) hasta el año 2012, pero actualmente se la califica como casi amenazada debido a las evidencias de que su área es más extensa de lo que se pensaba, y como consecuencia su población es mayor. Estas evidencias también sugieren que su población, estimada entre 1000 y 2500 individuos maduros, puede estar aumentando en respuesta a las modificaciones antropogénicas de su hábitat. Pero, de cualquier forma, la población continúa baja.

## Descripción
Se parece bastante al común Stilpnia cayana, pero su manto es azul (macho) o verde (hembra), y su corona es de color beige.

## Sistemática

### Descripción original
La especie S. meyerdeschauenseei fue descrita por primera vez por los ornitólogos estadounidenses Thomas S. Schulenberg  y Laurence C. Binford en 1985 bajo el nombre científico Tangara meyerdeschauenseei; su localidad tipo es: «2 km noreste de Sandia, 14° 17'S; 69° 26"W, elevación c. 2175 m, Puno, Perú». El holotipo, un macho adulto, colectado el 2 de noviembre de 1980, se encuentra depositado en el Museo de Zoología de la Universidad Estatal de Luisiana bajo el número LSUMZ 98917.

### Etimología
El nombre genérico femenino Stilpnia deriva de la palabra del idioma griego «στιλπνή», forma femenina para el adjetivo «brillante» o «reluciente», aludiendo al brillo que presenta el plumaje de estas especies; y el nombre de la especie «meyerdeschauenseei» conmemora al ornitólogo estadounidense Rodolphe Meyer de Schauensee (1901 – 1984).

### Taxonomía
La presente especie, junto a un grupo numeroso de trece otras especies, fueron tradicionalmente incluidas en un amplio género Tangara, hasta que varias estudios genéticos de la familia Thraupidae permitieron comprobar que formaban un clado separado del aquel género por lo que se propuso su separación en un nuevo género Stilpnia.
El Comité de Clasificación de Sudamérica (SACC), en la propuesta N° 730 parte 20 reconoció el nuevo género, en lo que fue seguido por el Congreso Ornitológico Internacional (IOC)) y Clements checklist/eBird. Otras clasificaciones como Aves del Mundo (HBW) y Birdlife International (BLI) optaron por mantener el género Tangara más ampliamente definido, con lo cual la presente especie conserva su nombre anterior: Tangara meyerdeschauenseei.